# Pang De
Pour les articles homonymes, voir Pang (homonymie).
Dans ce nom chinois, le nom de famille, Pang, précède le nom personnel.
Officier et général (170 - Automne 219 ou 220) Officier et général ayant servi à la fois Ma Chao et Cao Cao, à l'époque des Trois Royaumes.
Pang De assista Ma Chao à la passe de Tong contre Cao Cao. Après la défection de Han Sui, Ma Chao perdit la bataille et échoua à venger son père, Ma Teng. En 215, Pang De rejoignit alors les Wei.
Lorsqu'il se battait contre les Shu, les Wei se posèrent des questions quant à la loyauté de Pang De. Pang De fit un cercueil et le prit avec lui au château de Fan (il reviendra dans le cercueil, se disant que s'il échouait cette mission). Pang De se battit très vaillamment au château, mais fut capturé et exécuté par Guan Yu, qui lui laissa une chance de rejoindre le Shu. Mais Pang De se refusa de trahir Cao Cao.

## Représentations
L'artiste Ni Duan (Ming, XVe siècle) a représenté L'invitation faite à Pang De (encres et couleurs sur soie, 164 × 92 cm, Musée de l'ancien palais, Beijing). Cette œuvre raconte, selon le thème historique, que Liu Bao, préfet de la ville de Jing espérait le convaincre d'accepter son invitation, mais Pang De devenu ermite, avait choisi de vivre en reclus dans la montagne et Liu Bao échoue. Cette histoire est un prétexte à un magnifique paysage dans les Monts Huang.